# Sosibia
Sosibia är ett släkte av insekter. Sosibia ingår i familjen Diapheromeridae.

## Dottertaxa tillSosibia, i alfabetisk ordning[1]
- Sosibia aesalus
- Sosibia aurita
- Sosibia biaculeata
- Sosibia bisulca
- Sosibia brachyptera
- Sosibia brocki
- Sosibia cornuta
- Sosibia curtipes
- Sosibia dubia
- Sosibia dubiosa
- Sosibia esacus
- Sosibia euryalus
- Sosibia flavomarginata
- Sosibia guangdongensis
- Sosibia hainanensis
- Sosibia humbertiana
- Sosibia lysippus
- Sosibia macera
- Sosibia medogensis
- Sosibia mohamedsaidi
- Sosibia nigricans
- Sosibia nigrispina
- Sosibia ocellata
- Sosibia paraesalus
- Sosibia parvipennis
- Sosibia passalus
- Sosibia pholidotus
- Sosibia platycerca
- Sosibia quadrispinosa
- Sosibia retracta
- Sosibia solida
- Sosibia truncata
- Sosibia yunnana